# Nicéphore Ier (métropolite de Kiev)
Nicéphore Ier (mort en 1121) fut patriarche de Kiev et de toute la Rus' de 1097 à 1101.